# Buñol
 (avril 2024).
Si vous disposez d'ouvrages ou d'articles de référence ou si vous connaissez des sites web de qualité traitant du thème abordé ici, merci de compléter l'article en donnant les références utiles à sa vérifiabilité et en les liant à la section « Notes et références ».
Buñol, en castillan et officiellement (Bunyol en valencien), est une commune d'Espagne de la province de Valence dans la Communauté valencienne. Elle est située dans la comarque de la Hoya de Buñol et dans la zone à prédominance linguistique castillane.
Elle est située à une altitude de 441mètres d'altitude et sa population était de 9618 habitants en 2016.
Il existe des preuves de peuplement dans la région depuis le Paléolithique, bien que le noyau urbain date de l'ère musulmane et soit apparu autour du château. Buñol et toute sa région ont été incorporés au royaume de Valence au milieu du XIIIe siècle lors de la conquête de Valence. L’expulsion des Morisques (1609) est une grave catastrophe démographique et économique. L’arrivée du chemin de fer en 1887 renforce l’industrie papetière qui, dans le dernier tiers du XIXe siècle, compte douze usines, avec une production diversifiée. L’industrialisation est restée forte à Buñol ; dans les années 1970, le secteur primaire représentait à peine 5 % de la population active, comparé à 75% pour l'industrie.Bien que le pourcentage industriel ait récemment diminué en faveur du secteur des services, l'industrie est toujours importante.
La ville conserve un important patrimoine architectural, qui comprend le château, l'église de San Pedro, l'ermitage de San Luis Beltrán. L'événement le plus connu est la tomatina, fête déclarée d'intérêt touristique international en 2002.

## Toponymie
Le nom de lieu de Buñol est sûrement antérieur à la période musulmane, au cours de laquelle la localité s’appelait al-Buniúl, bien que son étymologie soit inconnue.
La version la plus répandue (et plausible selon d'autres noms de lieux tels que Rafelbuñol ou Buñola) est celle du latin balneolum («lieu de [bain] [s])». Une autre option serait un dérivé de vignoble ou un terme similaire. Enfin, parallèlement à l'étymologie d'Albuñol, le terme pourrait dériver de boniol, diminutif de «bon».

## Géographie

Localisation de Buñol
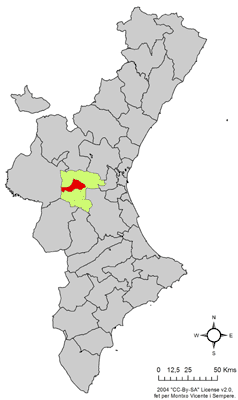
dans la Communauté valencienne.
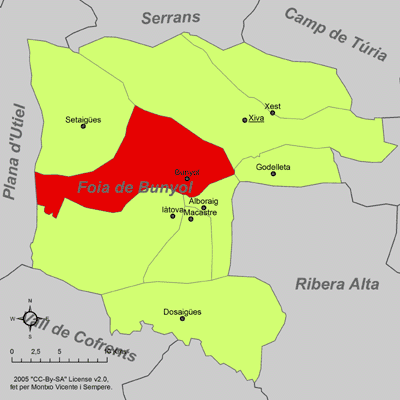
dans la comarque de la Hoya de Buñol.

D'une superficie 112 km2 la ville se situe à 38 km à l'ouest de Valence, le long de la rivière Buñol. Elle est entourée par les chaînes montagneuses la Sierra de Las Cabrillas, la Sierra de Dos Aguas et la Sierra de Malacara y Martés.
Buñol est desservie par une ligne ferroviaire de la Renfe, la reliant à Valence.
Les limites de Buñol sont au nord la municipalité de Chiva, à l'est Godelleta et Alborache, au sud Yátova et à l'ouest avec celui Siete Aguas et Requena. La ville de Buñol est à 40,1 km de Valence, capitale de la province et autonome.

## Localités limitrophes
Le territoire municipal de est voisin de celui des communes suivantes :Godelleta, Alborache, Yátova, Siete Aguas et Requena, toutes situées dans la province de Valence.

## Hydrographie
La municipalité de Buñol est traversée par la rivière Buñol, un affluent du fleuve Magro. Cette rivière, d'une longueur totale d'environ 30 km, relie la municipalité de Buñol à la rivière Juanes (ou Chico), puis se poursuit coulant vers le terminus Alborache. À l’ouest, coule la rivière Mijares, un autre petit affluent du fleuve Magro.

## Orographie
La municipalité de Buñol occupe 112,4 km². L'altitude moyenne de la municipalité est de 378 mètres, le point culminant de la ville étant à 441 mètres d'altitude. Cependant, la géographie de la région est si accidentée que les hauteurs varient considérablement dans l'agglomération urbaine. San Pedro Apóstol est à 352 mètres d'altitude, tandis que l'église de la Virgen de los Dolores (dans le quartier de Las Ventas) se trouve à 414 mètres d'altitude. Il est fréquent de donner à l'altitude la valeur de 352 mètres, hauteur à laquelle se situent l'hôtel de ville et la place du peuple.
Le territoire municipal a une forme allongée d’ouest en est, avec un angle important vers le nord. La totalité de la Hoya de Buñol est formée de chaînes de montagnes alignées du nord-ouest au sud-est, coupées par des ravins qui forment des gorges profondes et qui laissent des plateaux isolés et des collines allongées à la suite de l'érosion. Les montagnes les plus importantes du district de Buñol sont la Sierra de Malacara à l'ouest (point culminant: Pico de la Nevera, à 1118 mètres d'altitude) et la Sierra de la Cabrera de Buñol au nord-ouest, à 798 mètres d'altitude. Dans la Sierra de la Cabrera on exploite de nombreux gisements géologiques: 4 carrières de calcaire, 2 carrières de gravier et 10 carrières de marbre. La zone forestière occupe 47% du territoire, bien que ce ne soit pas du bois pour l'essentiel. Le Portillo de Buñol est une colline situé à 595 m d'altitude, qui traverse un tronçon de l'A-3, entre Valence et Madrid. Jusqu'à la construction de la nouvelle route l'accs au col était difficile.
Les pentes sud de ces montagnes sont les pentes ensoleillées, comme pour la Solana de la Cabrera. Au sud-est de la ville se trouvent les terres les plus basses du fleuve Buñol (à 280 mètres d'altitude) et à l'extrémité est du sommet géodésique de Miravalencia, à 442 mètres d'altitude.

## Climat
Bunol est situé à la frontière entre le climat méditerranéen et le climat méditerranéen continental. Les hivers sont relativement froids, avec des températures qui dépassent rarement 20 °C, mais plus fréquemment qui sont situées entre 9 et 13 °C. Les températures minimales peuvent tomber à environ -2 ou -3 °C les jours très froids (cela se produit 5 ou 6 fois par an, lors d'une vague de froid), mais généralement ils seront situés de 1 à 3 °C en hiver, avec une température maximale de 2 ou 3 °C et minimale -2 ou -3 °C. Les précipitations hivernales sont normales, sans être rares, avec des jours où il neige (0 à 5 jours de neige), bien que les hivers peuvent être secs. Il y a habituellement des gelées en hiver. La température enregistrée la plus basse était -12 °C en 1956. Les étés sont chauds, avec des températures qui peuvent atteindre dans des vagues de chaleur plus de 40 °C. Typiquement elles sont situées de 30 à 35 °C, bien qu'il y ait des jours où elles ne sont que de 28 °C. Les pluies sont rares en été et souvent lors d'orage. La température maximale enregistrée était de 45,7 °C en 1997. Les pluies annuelles sont généralement peu nombreuses. La quantité de précipitations se situe entre 350 et 650 mm de précipitations annuelles concentrées au printemps, en automne et en hiver. S'il le froid baisse en automne cette précipitation peut augmenter jusqu'à 900 mm soit le double.

## Histoire

### Préhistoire et antiquité
Les premiers vestiges de la vie humaine connus dans la région remontent à environ 50 000 ans avant notre époque ; le terme Buñol est riche en vestiges archéologiques. Les sites préhistoriques les plus anciens datent du Paléolithique moyen, dans le ravin de Carcalín (Moustérien), du Paléolithique supérieur (il y a environ 20 000 ans) dans la grotte de Turche ; du mésolithique (il y a environ 10 000 ans), dans la Covalta de Ventamina; à partir de l'âge du bronze (il y a environ 3000 ans) sur les collines Mulet y Rotura. Sur la colline Mulet, il existe des vestiges allant du bronze à l'époque médiévale. La civilisation ibérique a remplacé celle de l'âge du bronze, après avoir trouvé de la poterie dans le Barranco de Monedi (Covalta) ; ainsi que des restes de murs dans le col de Umán et le départ de Turche. Peut-être ont-ils appelé leur ville, Bullon ou Billon.
Les vestiges ibériques de la région ont survécu pendant la période romaine, comme c'est le cas des villes d'Oliveral, de Los Ríos et de Cañalarga1. Des vestiges sont apparus dans le Partior (tuiles) ; dans les rivières (murs et briques) ; dans les Cabrillas (monnaies et statues) et dans la Huerta Abajo (pierre tombale) .De plus, sur le rocher du château se trouvait initialement une fortification romaine et peut-être le village disparu de Mirabonell est-il d'origine romaine.

### Domination arabe et incorporation au royaume de Valence
À l'époque de la domination arabe, ces lieux jouissaient déjà d'une certaine autonomie politique et administrative. La présence musulmane se manifeste dans la toponymie et la numismatique ; dans les cimetières trouvés ; dans les vestiges de l'aqueduc du gibier de la Turche et dans les murs et les puits du départ d'Oliveral ; et, en particulier dans le château, construit au début du XIIIe siècle (il sera agrandi ultérieurement), dont la description plus détaillée est celle du docteur Facundo Tomás dans sa Topographie médicale de Buñol.
Buñol et toute sa région ont été incorporés au royaume de Valence au milieu du XIIIe siècle lors de la conquête de Valence par Jaime I. Parmi ceux qui accompagnaient le roi se trouvait Don Rodrigo de Lizana. Une donation a eu lieu à 27 avril 1238. Néanmoins, la conquête de certaines de ces villes, comme Buñol, Turís, Yátova, Macastre, Alborache, Chiva ou Llombay, dura jusqu'en mai 1245.
Le 29 septembre 1279, Rodrigo de Lizana a fait don de Buñol à l'ordre de l'hôpital. Cependant, cet acte n'a pas eu l'approbation réelle, donc il est revenu au monarque, qui a donné "Buñol, avec la place de Siete Aguas et tout inclus dans le trou et le mandat de Buñol à son fils naturel Pedro Fernández , Seigneur de Híjar.

### De 1304 à l'expulsion des morisques
De juin 1304 à 1415, ils passèrent de main en main dans la couronne d'Aragon. Une tentative d'achat de Bernardo de Sarrió en 1304 a échoué, mais pas celle du roi Jaime II, qui l'a acquise en novembre de la même année pour 40 000 salaires. Ce roi en fit don le 12 avril 1315 à son deuxième fils, le nouveau-né Don Alfonso. Alphonse IV en fit don à son fils Jaime en 1328, donation confirmée en 1337 par Pedro IV. Pedro IV le Cérémonieux lui-même a convenu avec le comte d'Urgel d'un échange de seigneuries incluant Buñol. Ainsi, à la mort de Martin Ier, Buñol était la propriété du comte d’Urgel.
La mort de Martin ler entraina un conflit de succession auquel devaient faire face le comte d'Urgel (seigneur de Buñol) avec Fernando de Antequera. Le conflit sur la succession a été résolu dans l'Engagement de Caspe, avec l'élection en tant que roi de Fernando. Le 29 novembre 1413, ce monarque résolut la confiscation des biens du comte d'Urgel, y compris Buñol. La population a été reprise par Juan Escrivà. En 1415, Fernando Ier fit don à son président excama et au maréchal Álvaro de Ávila, son maire, en récompense de ses services rendus dans les guerres de Grenade. Ávila le vendit à Alfonso V de Aragón, qui le vendit à son serveur Berenguer Mercader.
Ainsi, la famille Mercader, une des plus représentatives de Valence, fut liée à la Hoya de Buñol de 1425 à 1836, date à laquelle le Señorío passa définitivement à la Couronne.
En 1429, il y eut des affrontements frontaliers avec les Castillans, qui s'étaient emparés de Siete Aguas, qui fut récupérée par les Aragonais par Berenguer Mercader. Pendant la révolte des Germanias (1520-1522), Buñol et sa région restèrent du côté anti-Germanias . Avec Felipe III Buñol, avec Yátova, Siete Aguas, Macastre et Alborache, ils devinrent un comté, avec leur premier comte Gaspar Mercader et Carroz, le 3 mai 1604.

### De l'expulsion des Morisques au XIX
L'expulsion des Maures (1609) a été un grave effondrement démographique et économique. La population est passée de 760 habitants en 1609 à 273 en 1646. Le 30 juillet 16115, une lettre a été accordée à Buñol afin de la repeupler. Trente-trois personnes sont arrivées pour repeupler, venant de Majorque. La lettre peuplée recouvre le vassalisme, la fidélité et la reconnaissance de la seigneurie sur les maisons, terrains et autres biens en faveur du comte de Buñol, ainsi que l'obligation des résidents de résider sur place, les restrictions à la vente de biens et un ensemble d'obligations de tiers, dîmes, cinquièmes et autres quotas pour la production de divers produits agricoles (vin, bois de chauffage, blé, bétail, etc.), de la foresterie et des mines (chaux, gypse) . En 1634, la lettre fut modifiée pour réduire quelques charges, à la suite de l'augmentation de la population. Pendant la guerre de Succession, la région était favorable à l'archiduc Carlos.
La pression subie par les habitants en raison des conditions des chartes des "pueblas", qui dans le comté de Buñol représentaient 20% de la valeur des maisons et des vergers, des oliveraies et des époques; un septième des terres sèches et des vignobles; et un sixième de celui de la canne à sucre a provoqué une opposition croissante des vassaux, qui s'est traduite par des révoltes anti-seigneuriales, mais également par des poursuites judiciaires. Ainsi, les voisins du comté ont offert 12 000 florins au comte de Buñol en 1797 pour rejoindre la couronne. Lorsque le comte n'accepta pas cette offre, un long processus commença jusqu'au 19 janvier 1836, date à laquelle le ministère de la Grâce et de la Justice résolut de faire passer Buñol à une juridiction réelle moyennant le paiement de 70 588 reales et 8 maravedíes.
Au cours de l'invasion napoléonienne, Buñol subit des dommages à la suite des représailles des troupes de Moncey après les combats de Las Cabrillas (1808), malgré les instructions adressées à leurs commandants.
Au début de la première guerre carliste, certains partisans de Carlos María Isidro de Borbón se trouvaient dans la population, principalement après la proclamation de la régence de Maria Cristina, bien que la majorité fût libérale. Les milices urbaines de la population, ainsi que celles de Cheste et de Chiva, ont été vaincues par les carlistes à La Yesa. Buñol avait en 1835 une garnison dans son château, avec 30 hommes de la milice nationale commandés par un officier, mais cette force fut dissoute. En mars 1835, Cabrera el Tigre del Maestrazgo passa par Buñol pour s'approvisionner, tuant plusieurs chrétiens et restant dans la région pendant un an. En 1837, Buñol récupéra sa garnison. Au cours de l'année 1837, des combats eurent lieu à Buñol et dans sa région. Dans l'un de ceux-ci, l'Action de Las Cabrillas du 18 février 1837, le colonel Cristino Crehuet fut fait prisonnier, lequel fut tué par balle.
Au milieu du XIXe siècle, le blé, l’orge, l’avoine, le maïs, la soie, le vin, l’huile, la caroube, les raisins secs, les légumineuses, les fruits et les légumes étaient produits à Buñol. La culture du riz a été abandonnée à cause de problèmes de santé. Il y avait sept moulins à papier, six moulins à farine et deux moulins à fouler, ceux-ci étant en décadence.
Les communications avaient bénéficié de la construction de la route reliant Madrid à Valence par Las Cabrillas en 1765, mais le manque d'entretien la laissait dans un état déplorable. Elle était donc peu utilisée. Elle a été rouverte entre 1825 et 1847 à Las Cabrillas. En 1845, la construction du chemin de fer était commencée sur le même itinéraire. Ce chemin de fer sera achevé en 1887 avec la mise en service du tronçon Buñol-Venta Mina. La voie ferrée a permis la reprise de l’industrie papetière qui, dans le dernier tiers du XIXe siècle, comptait douze usines, avec une production plus diversifiée et de meilleures machines. L’expansion de l’industrie du papier et les vestiges de l’industrie en déclin signifiaient que plus de 50% de la population active de Buñolense y travaillait, contrairement à ce qui s’est passé dans le reste de la région, dans la région et dans la plupart des cas. d'Espagne. Avec l'amélioration des transports, la viticulture se développe et exporte sa production à l'étranger par le port d'El Grao. En 1862, il existait une usine de buffles à Buñol.
La deuxième guerre carliste n’a pas eu d’impact sur la région, contrairement à la troisième. Des partis carlistes, comme celui qui, le 7 décembre 1874, composa 8 000 reales et huit fusils de la milice nationale, brisèrent la pierre tombale de la constitution et brûlèrent le registre d'état civil. Au total, il a produit beaucoup moins de dégâts que la première.

### XX et XXI siècles
En 1906, le phylloxera arriva à Chiva, ce qui signifiait ainsi que pour le reste de la région, l'achèvement de l'essor de cette production.
La confrontation avec les seigneurs pendant une longue période créa un environnement que Teodoro Llorente décrivit comme la présence de "libéraux et progressistes" et «gente leída y discutidora». A cela s'ajoutait la présence d'un prolétariat industriel, d'abord dans l'industrie du papier, puis dans la cimenterie, ce qui conduisit à la création de noyaux socialistes et anarchistes dans la région. Ces groupes seront présents à la fois dans les manifestations pour la guerre du Maroc (1911) et dans les grèves de 1917 et 1919. Le candidat républicain a gagné à Buñol (bien qu'il ait perdu le district) en 1903.
Aux élections de 1905 également, le candidat de l'UR l'emporta à Buñol, mais il fut également battu dans le district. Aux élections de 1907, le candidat républicain du district de Chiva - qui comprenait Buñol - était Félix Azzati Descalci. Cela a commencé (le 14 avril) et s'est terminée (le 20 avril) avec sa campagne à Buñol, considérée comme la population la plus républicaine et anticléricale de la région à cette époque. Le résultat électoral était similaire à celui des précédentes occasions.
En 1912, l'Association socialiste est créée, fruit de la présence de Pablo Iglesias à Buñol pour des raisons de santé. Dans les années 1920, la population du PCE se sépara du PSOE. En 1918, après plusieurs élections sans candidats républicains remportés par les représentants de la boîte, fut présentée comme candidat par l'Alliance des A gauche Andrés Ovejero, du PSOE. Cela a encore gagné à Buñol, mais n’a pas obtenu le siège non plus. Ce résultat a été répété en 1919. En 1920, la rupture entre le PSOE et le PURA avait initialement conduit à la présentation de candidats par les deux, mais le PSOE s'était retiré en signe de protestation contre la répression subie. Ainsi, il a été répété qu'un candidat républicain, dans ce cas Vicente Lambíes del PURA, avait gagné à Buñol mais n'avait pas réussi à obtenir un siège après avoir été battu dans l'ensemble du district.
Pendant la Première Guerre mondiale, l’approvisionnement en ciment français par la société Lafarge a été interrompu. En avril 1917, la "Compañía Valenciana de Cementos" procéda à l'achat d'une petite usine de ciment naturel buñolense, qui modernisa les procédés et augmenta l'ampleur de la production. Entre 1923 et 1930, l’usine est agrandie, ce qui bénéficie de la demande découlant de la politique de travaux publics de la dictature de Primo de Rivera. La fin de celle-ci et la guerre civile ont entraîné une baisse importante de la production (passant de 104 200 tonnes en 1929 à 43 200 en 1939, la productivité est également tombée de 222 tonnes/homme/ an à 85)
En 1919 ou 1920, l'école "blasquista de la Casa de la Democracia" organisa une colonie à Buñol. Cela conduisit à la construction d'un bâtiment spécifique dont les travaux, conçus par l'architecte Mora et dirigés par le maître d'œuvre Elías Matamales, ont débuté le 1er septembre 1922. La maison de colonie a été inaugurée le 2 septembre de l'année suivante. Le bâtiment initial, d'une hauteur de 40 mètres sur 10, pouvait accueillir cent lits et des toilettes avec douches. L'entretien et l'assistance des colons étaient payés par abonnement populaire. Les enfants participants ont donc participé gratuitement, après une sélection minutieuse en fonction de leur état physique et de leurs besoins environnementaux et sociaux. La colonie scolaire Blasco Ibáñez a travaillé régulièrement depuis sa fondation jusqu'au début de la guerre civile. Pendant la guerre, le bâtiment était occupé par la fédération des écoles universitaires, qui y installa une colonie d'enfants évacués, qui assuma leur rôle jusqu'à la fin de la guerre civile.
Au cours de la guerre civile, Vicente Furriol Ibáñez, du PCE, élu maire après le triomphe du Front populaire, a tenté de ne commettre aucun crime de sang. L'église a été épargnée et utilisée comme entrepôt sous paiement d’une taxe. Toute forme de diffamation contre des personnes ou des biens a été empêchée. Ainsi, Salvador Domingo Salvador, coadjuteur de la paroisse de San Pedro Apóstol, après la fin de la guerre et une action contre le maire de Buñol, est intervenu en son nom, comme beaucoup d'autres personnes dans la ville. À la fin du processus, Vicente Furriol a été acquitté de toutes les accusations.
Dans les années 1970, le secteur primaire représentait à peine 5 % de la population active, contre 75 % dans l'industrie.
Au cours de la seconde moitié de 1975 et jusqu'en janvier 1976, il y a eu un gros conflit dans la société Cointex. Il s’agissait d’une entreprise textile sous-traitante du groupe Sáez Merino. Le personnel était de 220 personnes, dont 190 femmes et ont travaillé dans des conditions précaires, en particulier à des températures dépassant les 40 °C (le maximum légal était de 28). A l'été 1975, une trentaine d'employés ont dû quitter leur emploi à cause de la chaleur. La société a considéré qu'il s'agissait d'une faute grave, prenant des mesures incluant le renvoi de certaines personnes impliquées. Cela a généré un conflit social, qui a été aggravé par la répression par la police des travailleurs rassemblés dans l'église de San Pedro Apóstol, un événement au cours duquel même le curé de la paroisse a été victime de violences policières. Même les membres de la mairie, y compris le maire Enrique Silla Criado, nommé à ce moment-là par le gouvernement, en sont arrivés aux poing. La pression sociale et syndicale a conduit à la fin du conflit le 17 janvier 1976 avec la rembauche des personnes licenciées et l'annulation des dossiers et des sanctions de l'entreprise.

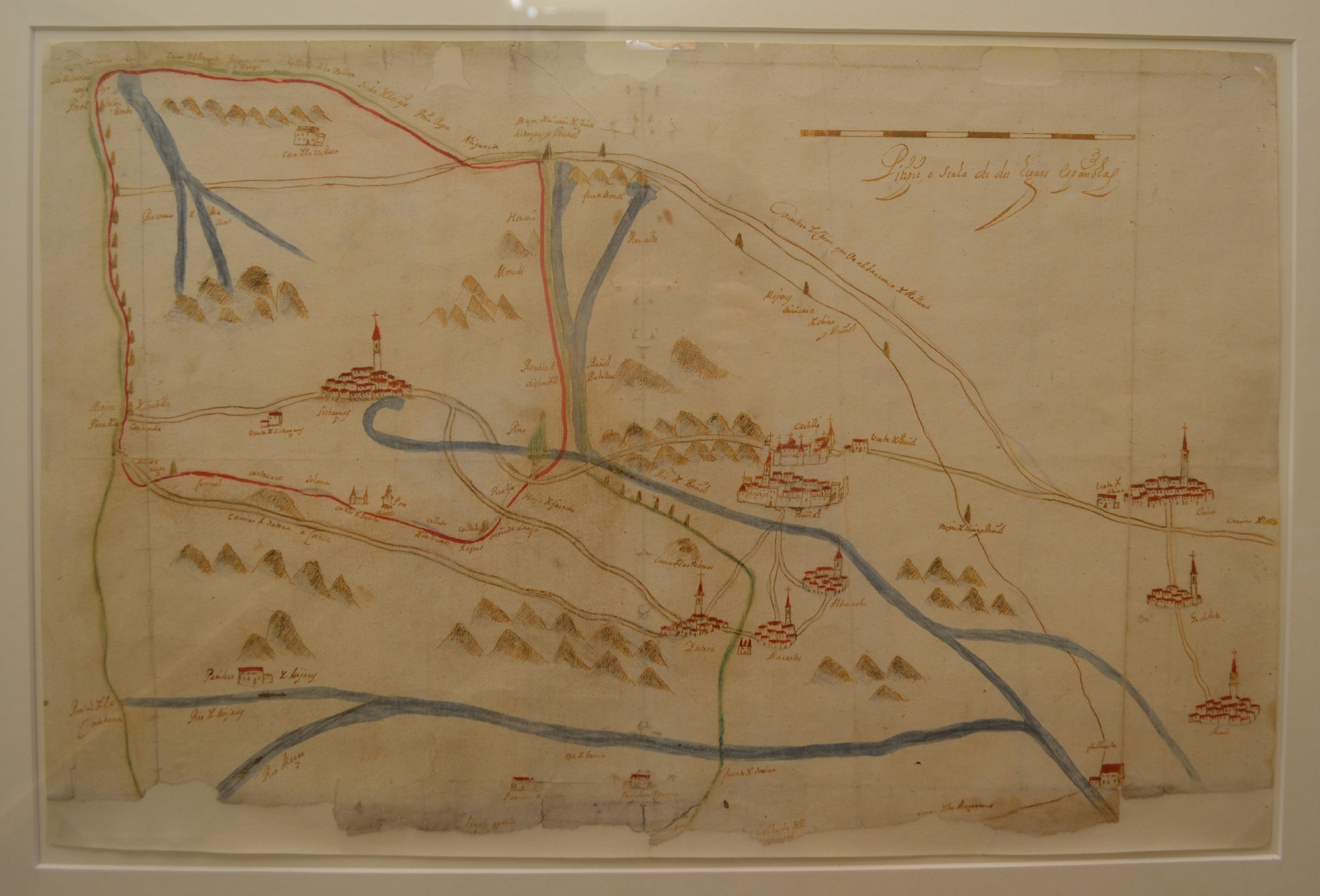
Carte des territoires communaux de Siete Aguas, Buñol, Chiva et Macastre (1721).

## Démographie
En 1646, Buñol comptait environ 400 habitants. En 1789, ils étaient déjà 1670 et 4173 en 1877. La croissance se poursuivit au siècle suivant : 4747 en 1910, 7215 en 1960 et 9906 en 1991. Cette augmentation était due à un processus précoce d'industrialisation sur la base de l’élaboration du papier, qui s’est ajouté par la suite aux transformations métal / ciment, qui a attiré de nombreux immigrants. Ces dernières années, un certain ralentissement industriel a provoqué une diminution de la population.

## Administration

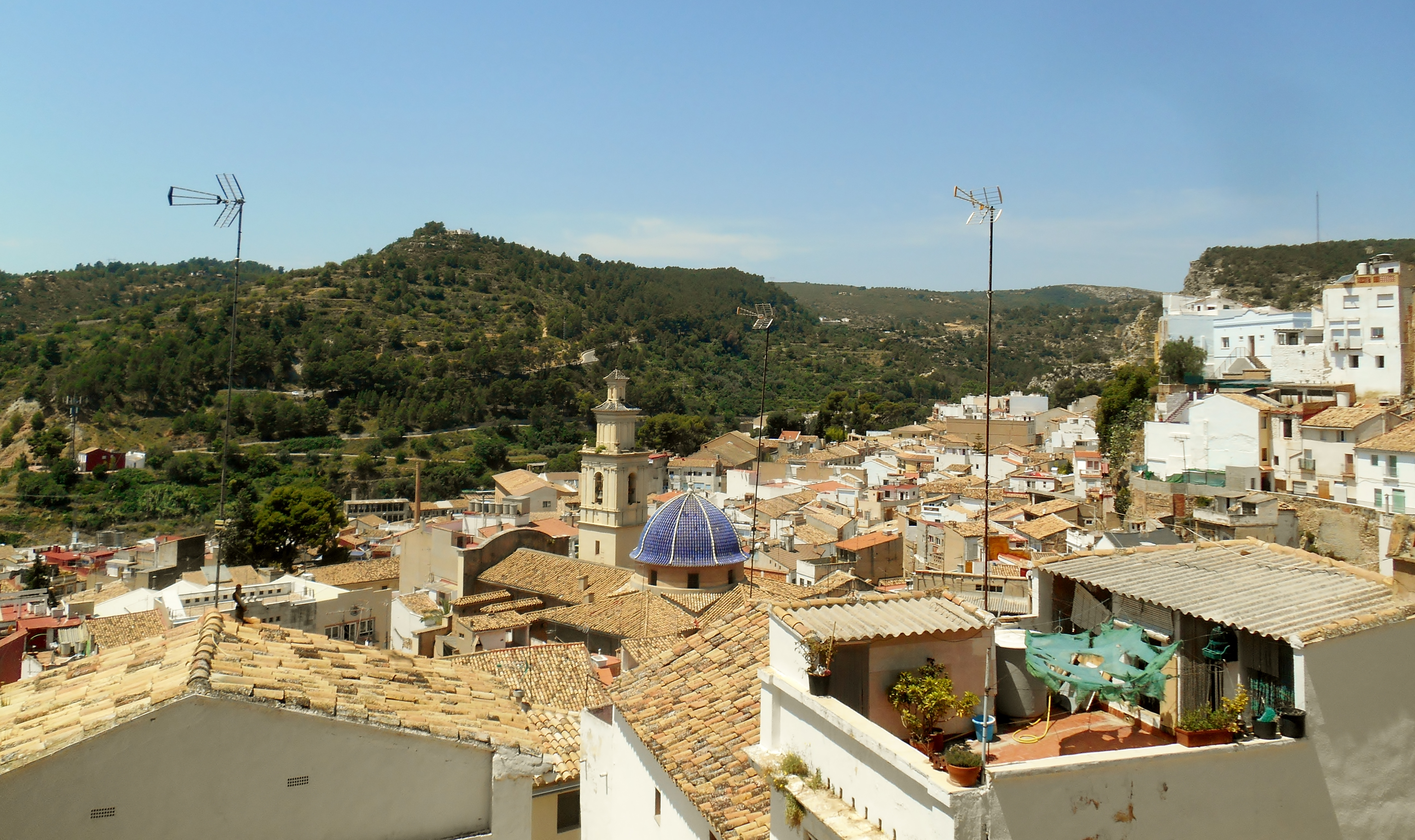
Vue générale depuis le château

Buñol est gouvernée par des conseillers élus au suffrage universel tous les quatre ans, qui élisent à leur tour un maire. Le recensement électoral est composé de tous les résidents enregistrés à Buñol de plus de 18 ans et de nationalité espagnole et d'autres pays membres de l'Union européenne. Selon les dispositions de la loi sur le régime électoral général, qui fixe le nombre de conseillers éligibles en fonction de la population de la commune, la municipalité de Buñol est composée de 13 conseillers.
| Législature | Nom du maire                  | Parti politique |
| ----------- | ----------------------------- | --------------- |
| 1979-1983   | Joaquín (Ximo) Masmano Ibáñez | PCE             |
| 1983-1987   | Joaquín Masmano Palmer        | PCE             |
| 1987-1991   | Joaquín Masmano Palmer        | EUPV            |
| 1991-1995   | Juan Andrés Perelló Rodríguez | PSOE            |
| 1995-1999   | Joaquín Masmano Palmer        | EUPV            |
| 1999-2003   | Minerva Gómez Perelló         | EUPV            |
| 2003-2007   | Fernando Giraldós Roser       | PSPV-PSOE       |
| 2007-2011   | Fernando Giraldós Roser       | PSPV-PSOE       |
| 2011-2015   | Joaquín Masmano Palmer        | EUPV            |
| 2015-....   | Rafael Pérez Gil              | EUPV            |

## Économie
Les activités principales de la ville sont l'industrie et l'agriculture (culture de caroubiers, d'amandiers, d'oliviers, de vignes et d'arbres fruitiers).
L'économie de Buñol repose principalement sur l'industrie et le secteur des services. L'agriculture occupe seulement 2% de la population active. La superficie cultivée occupe 1712 ha, 229 ha de terres irriguées et 1483 de terres sèches. Les principales cultures sont "el algarrobo" (517 ha), le vignoble (76 ha) , l'amandier (442 ha) et l'olivier (464 ha) . La Cooperative Valencienne vinicole de Buñol, fondée en 1932 en tant que successeur d'une autre coopérative du XIXe siècle, vinifie environ 60 tonnes de raisins par an. Elle produit également de l'huile et vend . Les ressources hydrauliques du territoire ont traditionnellement été utilisées pour l'irrigation selon deux systèmes: le premier utilise des sources situées sur la rive gauche de la rivière Buñol et le second utilise les eaux des rivières Buñol et Juanes à travers de petites rivières, barrages et fossés.
L'activité industrielle occupe 48% de la population active et la construction à 10,5%. Les activités industrielles ont une longue tradition à Buñol, reflétant déjà l’existence d’usines à papier et de métiers à tisser en 1797. Les moulins à farine et les papeteries (dont on comptait au début du XXe siècle respectivement 11 et 7) utilisaient principalement les eaux traversant les fossés pour activer leurs machines. Plusieurs usines de papier sont toujours en activité, la principale activité industrielle étant la production de ciment (ce qui impliquait un flux continu d'immigrants au milieu du XXe siècle), suivie d'ateliers, entreprises de construction, de matériaux de construction et de machines. La production industrielle est répartie dans quatre zones principales: la rivière Buñol (production de papier traditionnel), la zone de rues Blasco Ibáñez (ancienne route menant à Valence), son propre noyau urbain et la zone industrielle d’El Llano à côté de l’A-3.1

## Transports

### Autoroute
Buñol est situé dans un carrefour important (El Portillo de Buñol) le Camino Real de Castilla, la route nationale N-III et, actuellement, l’autoroute A-3, qui relient toutes Madrid et Valence.1 Plusieurs routes locales relient Buñol aux villes voisines: Godelleta (V-3036), Alborache, Macastre et Yátova (V-3031) et Venta Quemada (V-3038) .

### Chemin de fer
La gare de Buñol a été ouverte à la circulation le 31 juillet 1883 avec l'achèvement du tronçon Valence-Buñol destiné à relier Valence à Cuenca, bien qu'elle ait finalement été arrêtée à Utiel. Les travaux ont été réalisés par la Société des chemins de fer de Cuenca à Valence et Teruel (en 1886 son nom était la Compagnie des Routes du Fer de l'Est de l'Espagne) jusqu'à la nationalisation du réseau ferré espagnol en 1941 et la création de RENFE. Depuis le 31 décembre 2004, Renfe Operadora exploite la ligne, tandis qu’Adif est propriétaire des infrastructures. La station dispose de services qui la relient principalement à Madrid, Cuenca et Valence et fait partie de la ligne C-3 de Cercanías Valencia.

## Patrimoine

### Fêtes
La population actuelle est d'environ 9 000 habitants en temps normal et de 40 000 personnes lors de la Tomatina, fête organisée annuellement le dernier mercredi d'août. Durant une journée, les gens se jettent des tomates : au total 130 tonnes. Les rues de la ville sont recouvertes de sauce tomate en moins d'une heure. Des personnes du monde entier viennent participer à ce festival d'été qui est l'un des plus importants en Espagne. Ce combat de tomates date des années 1940. C'est une bataille entre écoliers près d'un marchand de légumes qui est à l'origine de cette fête. L'année suivante le même événement se produit, mais cette fois les tomates furent jetées sur les passants.
Les différentes fêtes :
- Tomatina
- Mano a Mano Musical
- Bienal de Buñol
- Fallas
- Noche de San Juan
- Feria y Fiestas de Buñol
- Vive el Castillo

## Urbanisme
La localité de Buñol s'est développée autour du château primitif (situé entre les rues Luis Vives et Che Guevara), probablement construite à la même époque sur une ancienne fortification romaine. Cette fortification a été remplacée par un second château sur un tertre situé plus sur le centre d'origine - délimité par les rues Mallorquines, Castaños et Spartaco - il est étroit, sinueux et de forte inclinaison. Depuis son origine jusqu'au 19e siècle, la zone urbaine s’étend vers le sud et le sud-ouest (rues Reyes Católicos, Goya et Luis Vives), en descendant vers le fleuve Buñol. A l'est, le ravin de Mudo (ou Borrunes), Au nord de la ville, de part et d'autre de Camino de Castilla (ou Camino Real de Madrid).
Tout au long du XXe siècle et surtout depuis les années 1950, l'agglomération urbaine s'est développée très rapidement. L'inauguration du nouveau pont sous la Deuxième République a développé la croissance urbaine sur la rive droite du ravin des Mudos. Au milieu du siècle, la zone urbaine et le quartier de Las Ventas sont reliés physiquement par la construction du quartier de Gila. Dans les années 1960, est construit le quartier de San Rafael, conçu pour accueillir les travailleurs de la cimenterie. La rue Blasco Ibáñez, près de la gare de Buñol et de l'accès à l'autoroute A-3, est devenue la localisation de l'activité industrielle.

## Personnages illustres
- Vicente Galarza Santana (1918-1947), politicien et guérillero.
- Juan Andrés Perelló (1957-), politicien.
- Carlos Simón (1961-), médecin.
- Pilar Soler (1914-2006), militante socialiste et féministe, est née à Buñol.

### Sources
- (es) Cet article est partiellement ou en totalité issu de l’article de Wikipédia en espagnol intitulé « Buñol » (voir la liste des auteurs).